# 奈于斯特達爾
奈于斯特達爾（挪威語：Naustdal）是挪威已撤銷的市镇，位於原松恩-菲尤拉訥郡。該市镇存在於1896年至2020年間。